# ツーリング・エクスプレス
『ツーリング・エクスプレス』は、河惣益巳による日本の漫画。2018年『別冊花とゆめ』休刊後は『マンガPark』の配信を挟み、同年10月よりWEBマガジン『花丸漫画』で連載を再開し、2023年12月刊行の『ツーリング・エクスプレス〜ルージュ編〜』にてシリーズの単行本50冊目を達成している。

## 概要
1981年、『花とゆめ』別冊夏の号（白泉社）にアテナ大賞受賞作品として掲載された。
1999年、『別冊花とゆめ』8月号に掲載されたものが最終回となっているが、その後も「特別編」「Euro編」として新作が発表されている。奇数月の隔月連載。
国際刑事警察機構 (ICPO) の新米刑事シャルルと超一流の殺し屋ディーンの恋物語を軸としているが、『ゴルゴ13』のように政治経済文化社会問題を巧みに取り入れたハードボイルド作品となった。現在では「ジェニー・シリーズ」との相互乗り入れにより、複数の主人公の生涯を描く大規模な大河ドラマとして発展を続けている。初・中期は、大がかりな陰謀や犯罪を設定した長編エピソードも数多く描かれている。
サブタイトルに「〜エクスプレス」とつけているものが多い。また、エクスプレスはしばしば「EXP.」と略して表記される。
『別冊花とゆめ』が2018年5月26日発売の7月号にて休刊となったため、「Euro編」の最終話は『マンガPark』（同社）にて同年6月26日に公開された。それ以降のシリーズは『花丸漫画』（同社）にて連載されている。

## 登場人物
人物名の横の声優名はドラマCDでのもの。

### シャルルとその親族
シャルル・オージェ
声 - 石田彰
本シリーズの主人公。女性と見まごうばかりの美貌を持つ金髪金瞳の男性。服装は基本的に男性のものを着用するが、『ロシアン・エクスプレス』で女物の毛皮のコートとロングブーツを着用して女性に見間違えられたり、『ロマンティック・エクスプレス』ディーンが彼のボディサイズに合わせて買った女性用の服や靴を身につけ女装したこともある。
両親とは幼い頃に死別し、父の親友だったティリエ夫妻に引き取られるが、養母フランソワーズとも程なく死別し、多忙な養父エドアールのそばにいたいがために警察官を志す。飛び級して15歳でソルボンヌ大学を卒業、10ヶ国語をマスターし、弁護士資格も取得したため、警察学校卒業後すぐにICPOに配属される。多くの事件の捜査を通じて警察官として成長していくが、射撃や格闘術等はそれほど上達しなかった。
ある事件でTEEに乗り合わせた国際的な殺し屋ディーン・リーガルと知り合い、以後数々のICPOの捜査で顔を合わせる内に親しい関係になる。シャルル自身は元々はゲイではなく、初恋と初体験の相手ラエルという女性がいたが、彼女と再会した時点ではすでにディーンに対する恋心が無自覚ながら心に根づいていたので破綻した。ディーンからのアプローチに次第に応えるようになって恋人関係へと発展、それを理由に警察を辞職する。
現在はディーンの仕事柄、2人で世界中を旅しているが、主に欧州にいる。刑事時代から思い通りにならないと泣いてダダをこね、周囲がそれに根負けして願いを叶えるという恵まれた環境にいる。ディーンを慕う者やディーンと情事に至った者からの嫉妬心で命を狙われるほどのトラブルが起きている。
リュシオン・フォーレル
シャルルの実母イレーヌの弟で、シャルルの叔父。愛称は「リュシー」。ハニーブロンドに淡い紫の瞳を持つ。同性愛者だが、実姉イレーヌだけは別格としており、「俺の運命の恋人はイレーヌ姉様」と称している。
幼くして両親と死別、歳の離れた姉イレーヌに育てられたが、彼女とも10代半ばにして死別。ティリエ夫妻を後見に学業に励み、フリーのジャーナリストになる。ジャーナリストとしての才能は一流で、欧州各国の高級紙に記事が掲載されるほど。
本編では脇役クラスのキャラであったが、本編完結後の「特別編」では、情報源として利用するつもりで近づいた現在の恋人で結婚式も挙げた事実上の「夫」ウスーリとのエピソードが数多く描かれ、主人公格に出世した。結婚後も浮気しているが、ウスーリと結ばれたエピソードでの独白で彼を心の底から愛していることが語られている。
ジョルジュ・オージェ、イレーヌ・オージェ
シャルルの両親。父ジョルジュはエドの親友で弁護士。母イレーヌはリュシオンの歳の離れた姉。
シャルルはジョルジュの目の色とイレーヌの顔立ち、そして彼らの明るく人懐っこい性格を受け継いでいる模様。若い頃のエドとの会話は成長後のシャルルを髣髴とさせる。また、弟リュシオンの永遠の女性である。
エドの結婚後は、フランも加わっての家族ぐるみの付き合いとなり、フランはイレーヌから、エドが求婚時にフランに渡したサーモンピンクのバラ「アストレ」の栽培方法を教わった。
シャルルが幼い頃に、揃って自動車事故で他界した。
エドアール・ティリエ
フランス・パリ市警の敏腕警部にして、ICPOの捜査官であった人物。愛称は「エド」。事故死した親友の忘れ形見であるシャルルを養子としている。
ICPOではシャルルの上司として数々の事件の捜査に携わる。オリンピック代表に選ばれるほどの射撃（拳銃）の名手（オリンピック出場は仕事の都合で辞退した）であり、また柔道他数々の格闘術に精通している。世界各国の警察に幅広い人脈と高い人望を持ち、同業者からはエドに手を出すことはタブー視されている。とはいえ本人は非常に情に厚く、強い正義感を備えた男気のある人物であり、シャルルにもその性格が一部受け継がれている。
資産家・劇作家であったフランからマンションや著作権、別荘、有価証券など莫大な資産を相続し、サン・ルイ島という超高級住宅地で暮らしている。リゾート地として有名なカプリ島に別荘を持っている（元の持ち主はフランソワーズ）。
フランソワーズ・ティリエ
旧姓は「レジャン」。愛称は「フラン」。女優・劇作家・実業家。
賞賛の言葉として「流れる金糸に氷の宝玉」「黄金の彫像」などがあり、若き日のディーンには「自分が見た白人女性の中では断トツの美女」と称される。劇作家を志し、親友である俳優のクレマンドと劇団「ラ・ブリリアント」を旗揚げ。美貌と演技力で舞台女優として活躍しつつ、後に念願の劇作家として大成功を収める。自分にも他人にも厳しいが、一方で大変面倒見のよい姐御肌の女性でもあり、多くの芸術家や文化人のタマゴ達に助言をした。
母親とは早くに生き別れ、父親はアル中という家庭で育つ。ノルマンディー地方の貴族と再婚していた母親から、その死後に莫大な遺産を継承し、大富豪となるも夭折。運転中に路地から飛び出してきた子供を避けようとして対向車と正面衝突するという交通事故によるもの。
「酒はうわばみ、タバコはヘビー、家事は全くダメ」「ともあれ我々には最高の女だったな」とエドとクレマンドは回想している。養子となったシャルルに対しては、エド同様に不器用ながら精いっぱいの愛情を注いでいた。
ウスーリ・イェルマーク
元ソ連軍兵士。戦闘と拷問のプロであるため、その手の仕事は得意である。
ソ連崩壊後は傭兵として義兄のアレウト・シェリホフと共に「アリョーシャ」に雇われるも、アリョーシャの死で再び失職。
一時はシャルルを人質に「アリョーシャ」のデータベースを要求するもディーン達により制圧された後、エドの斡旋で警備会社に就職し、プロのボディガードとなる。パリでボディガードをしている時にリュシーと再会。恋仲となり、リュシーを「妻」にする。その際、同性の恋人との結婚を報告してアレウトとその妻である姉に病人扱いで猛反対されたが、真摯で深く強い愛情だと認識するだけの分別を持っていた姉夫婦は最終的に折れた。

### ディーンとその親族
ディーン・リーガル
声 - 小杉十郎太
作者が本シリーズを最初に描いた時の主人公だが、商業作品とするためには不向きな内容となってしまったため、シャルルを主人公とした作品に変更したとされる。
本名アンドリュー・カーディフ。銀髪・長身痩躯な超一流の殺し屋。廃絶したスコットランド貴族カーディフ家の最後の生き残り。幼少時に、当時超一流の殺し屋だった伯父ランバートことランディに誘拐され、自身の跡を継げるほどの殺し屋としての英才教育を受ける。バイセクシャル。
通常ならば不可能としか思えない超遠距離の狙撃や雑踏の中での針による殺害等、あらゆる暗殺術に通じている。また白兵戦闘の能力も極めて高く、槍や刀、ヌンチャクなどで武装した8人の敵に青龍刀一本で対峙し、一方的な殺戮を繰り広げたこともある。彼に（本気で）狙われて生き残った者はいないとされ、同じく極めて高い個人戦闘能力を持つエドをして「ディーンに狙われたら何をしても無駄だ」と言わしめたほどである。各国の政界・財界・軍部・裏社会は、彼をその能力の飛び抜けた高さから必要悪として認識している。
普通に家族に囲まれた人間にコンプレックスを抱いており、殺し屋であることを蔑む相手から己を守るために「望んでそうなったんじゃない」と徹底的に攻撃する。世界中に男女を問わず愛人がいたが、本気で愛したのは李艾芃とシャルルのみである。それ以外の人間が自分の独占を企んだりシャルルの排除を狙ったりした場合、その人間は確実に命を落とす。性的行為に非常に奔放な性格。その為、ディーンと情事に至った者やディーンを慕う者からの嫉妬心が恋人シャルルに向けられ、シャルルは命を狙われるほどのトラブルに巻き込まれている。
オーラフ・ロアルド・フォン・ネールエイ
ディーンの母方の従弟。ディーンの母リースエールとロアルドの母は一卵性双生児であるため、目の色と雰囲気以外はディーンに非常に似ている。
本業は弁護士で、ランバート（ディーンの実父）が亡くなった後、カーディフ家の管財人を務めていた。シャルルに似たユーフェミアと婚約したが、事故で彼女を失った際、自身が恋しているのはシャルルだと気づき、病床で当人に告白。しかし同席していたディーンに「こいつ（シャルル）は俺以外に心も身体も開かん」と言われた。
セルマとディーンが失踪した際、自分を放そうとしないセルマを揶揄するディーンに対し、（首謀者はセルマだが）シャルルを盾にセルマを返すよう要請。追いすがろうとするセルマを押さえつつ、シャルルと共に去っていくディーンを見送った。
セルマ・マグダレナ・フォン・ネールエイ
ディーンの母方の従姉で、ロアルドの姉。アンドリュー（＝ディーン）とは親同士の取り決めにより幼い頃に婚約していた。ディーンより歳上。極光（オーロラ）のような、リンゴの花びらのような美女と評された。
結婚5回経験。セルマと結婚した夫５人全てが婚姻中に死去。その為、黒いフレイヤ、闇のフレイヤとノルウェー内で噂され引きこもり精神面で問題を抱いていた。事故に遭ったロアルドが入院した病院にてシャルルとディーンに出会う。そこでロアルドから許嫁のアンドリューはディーンだと知らされる。本来の婚約相手と一緒になりたいと望むあまり、ディーンと性的関係を何回も持ち、ノルウェーの思い出の地にディーンを連れ回したりしたがディーンの心は動かせなかった。
ディーンの子を妊娠出産してすぐに死去したとされるがディーンの子はいまだ作中には登場していない。
ランバート・カーディフ（弟）
ディーンの実父。偽装事故死した同姓同名の腹違いの兄（殺し屋のランバート）に代わり、カーディフ家の当主となった。容姿は異母兄に似ている。
妻と息子が森で狼に食い殺されたと思われた後に失踪し、モン・サン・ミシェルで修道僧となっていた。外国から戻った際、空港で偶然出会ったシャルルにモン・サン・ミシェルまで送ってもらい、殺し屋のランバートが生存していたのかと思ってやって来たディーンに遭遇、異母兄が何をしていたかは知らない旨を話した。その後体調が悪化し、実の息子が傍にいると分からないまま、ディーンとシャルルに看取られながら息を引き取った。

### 「アリョーシャ」関係者
アリョーシャ
帝政ロシアの元貴族で、共産ソ連打倒のために組織し、その情報網は超大国をも凌ぐ地下組織（シンジケート）に発展した秘密結社「アリョーシャ」の総帥。齢100歳を越えている。ディーンの殺し屋教育に携わったことからディーンを実子のように思い、組織を通して様々なバックアップを行う。またディーンの殺し屋稼業の窓口でもあった。ジェニーに対しても頻繁に依頼人との仲介役を務めている。帝政ロシアに対する忠誠心に関連しての感情に由来するのか、王家の血筋にこだわりゴリ押し人事を行うこともあった。
ディーンに自らの組織を継承させようとするも失敗。ディーンとシャルルの行く末を案じながら息を引き取った。
ネフェル・ファラ・フォークス（ファラ）
エジプト生まれの褐色の肌の美女。イギリス人との結婚により英国人となった。精神科医かつ心理学者（心理学と精神医学は別の研究分野であり、両分野で専門家となる者は極めてまれである）で、特に心理学の分野では目覚ましい業績を持つ。
夫婦でパレスチナ難民キャンプで活動していたが、イスラエル空軍の誤爆により夫を失い、行き倒れていたところをアリョーシャに拾われて裏世界の住人となる。その恩義からか、ディーンに対しアリョーシャの望み通り組織を継いでボスになれと迫るが、ことごとく拒絶されている。
「アリョーシャ」の幹部であり、ディーンとも一時は男女の関係であった。外科や内科など一般的な医療行為も全てこなせるらしく、身辺に危険が迫ると、紛争地域の赤十字などにボランティアの医師として潜り込んでほとぼりを冷ましている。
アリョーシャの最期を看取った唯一の人物。事情を知らずに恩人アリョーシャの弔いの邪魔をしたエドの殺害を、シャルルの目の前でディーンに依頼したこともあったが、ディーンは受理せず、エドも後日謝罪したため和解した。
アブデュル・ハミトIII世
オリエント・アリョーシャの元支部長。イスタンブール在住の美貌の実業家。オスマン帝国の皇帝の血を引いている。許婚を失ったことで子供の頃からのディーンに対する執着の箍がはずれ、ディーンと肉体関係を結んだこともあって彼を手に入れたと錯覚してしまい、二度もシャルルを狙ったことでディーンに処刑された。
パシャ・サジク・アルスラン
オリエント・アリョーシャのNo.2。しかし、ハミトの乱心により彼をトップに据えたままではディーンによる組織壊滅を招きかねないため、実質的なトップに就任した。ハミトに続き、彼の仇を討とうとした妻マトラを組織を守るために毒殺した。
ニコライ・ピョードロヴィッチ・ウラーゾフ
ロシア・アリョーシャの支部長。その立場とロシア王朝の血を引くことからオリエント・アリョーシャのサジクには「ツァーリ」と呼ばれる。自身の死を偽装し、遠縁の少年セミヨンに留学を勧め、死を偽装する原因となった爆破による崩落事故で生き延びたアリアズナと共にアメリカに渡った。
サール・ハウエル
スイス中央銀行の情報調査部所属の行員。実は、アリョーシャから送り込まれた監視員。株に入れ込んでいたが、アメリカのウォール街から世界規模で広がった株式市場の大暴落により大損し、銀行の金に手を出してしまう。脅迫して金を引き出そうと呼び出したピエール・エムロードに捕まり、なんとか逃げ出してファラに保護を求めた。アリョーシャとしてワイゼンに取引を申し込んだ。
ヴェーラ・スタニスラヴァ
ウクライナの女子修道院の院長。アリョーシャの一員。
パシャ・ムラート・アルスラン（ムラト）
Euro編の第28話に登場したオリエント・アリョーシャの前支部長。後継者にと思っていたサジクではなく、トルコ王家の血を引くハミトを亡きアリョーシャから押しつけられた過去がある。そのハミトが上出来だったのでサジクに彼の後見を任せたが、エルサレム近辺に誘き寄せてのトルコ王家の血を引く人間の殺害事件を引き起こしたため、ハミトとオリエント・アリョーシャの行く末を案じている。

### フランソワーズの友人
クレマンド・ファロア
舞台俳優で劇団「ラ・ブリリアント」主宰。フランの最も熱心な求婚者であり、彼女の信奉者（ファン）達の中心的な存在。愛称は「クレマン」。もっとも、以前からフラン以外との女性関係は派手だったようで、エド曰く「『愛してる、結婚しよう』は（クレマンの）口癖のようなもの」。
フランの死後は恋敵であったエドの親友となり、フランの遺児となったシャルルを実子のように可愛がっている。
ディーンがシャルルに接近し始めた頃、エドからシャルルの恋愛について相談を受けた際、「惚れてしまえば相手が正義。フランもそう言うだろう」と答えた。
セヴィラ・グルドー
婦人服の服飾デザイナーで、自らの立ち上げた有名ブランド「セヴィラ」の経営者。フランがエドと結婚する際のローブ・ド・マリエをデザイン・製作し、それをきっかけに世に知られるようになった。
毎年フランが催していたクリスマスパーティで、フランの着るドレスのデザインと製作を担当していた。
ベルトラン・イゼール
有名な前衛画家。人物画はフランの物のみ。フランの信奉者達は、彼の描いた大きなフランの肖像画を持っていることが多い。ライフルコレクターでもあり、そのコレクションの中の1丁が、ディーンの素性を暴こうとするグレイン中佐の計画に利用された。
毎年フランが催していたクリスマスパーティの、招待状のデザインを担当していた。
アルノー
一流ヘア＆メイクアップアーティスト。
毎年フランが催していたクリスマスパーティで、フランのヘア＆メイクを担当していた。
ザビエ
フランス一の売れっ子の作家。
毎年フランが催していたクリスマスパーティの、招待状のキャッチコピーを担当していた。
ヨシュア・ドワーズ
セヴィラの服飾デザイナー仲間。婦人服専門のセヴィラとは逆の紳士服専門。オネエ言葉を話し、初対面時のエドの感想は「でけえオカマ」。フランのことは「自分好みの男をみんな夢中にさせる」という理由で快く思っていない。
フランの結婚が決まった直後、「顔はどうにもならないから、せめて服だけでもフランとの見た目の釣り合いが取れるように」とセヴィラに頼まれ、エドの結婚衣装を担当することになった。エドを気に入って、自己紹介もしない内からやたらと身体に触ったために、エドに拳で殴られた。
見た目とは裏腹に服飾家としてのスキルは高いらしく、エドの結婚衣装に銃のショルダーホルスターを装着していても目立たないよう工夫を施した。以後、エドの服をずっと作り続けているようだが、たとえ採寸のためであってもヨシュアに身体を触られたくないエドは、自分のボディ型を作って、そこから体型が崩れないよう日々気をつけている。

### フィッシュガード家関係者
エリザベス・ローズ・フィッシュガード
愛称リーズ。英国フィッシュガード財団の総帥。元英国空軍のパイロットでアリサという一人娘がいる。パリのサン＝ルイ島に別宅があり、その隣人がエド。夫と死に別れた後、英国海軍士官ダグラスと再婚。ゾフィーの初恋の相手。
イギリス財界の重要人物だが、イギリス政府が自国経済に損害を与えたゾフィーの暗殺をディーンに依頼しようとした際、戦闘機を自ら操縦して駆けつけ、「敵に回すのではなく味方にすべき」とイギリス政府の使者を一喝して追い返したり、ダグラスとの結婚式の最中にエドの暗殺未遂が起きた際、友人であるエドを自分の結婚式の場で殺させようとしたイギリス政府に対し、凄まじい憤りを見せた。
本来は「マリン・ブルー・マリン」シリーズの脇役であるが、「ツーリング・エクスプレス」シリーズ後期から頻繁に登場。本編完結前後に娘のアリサとゾフィーが急接近したこともあり、特別編からは準レギュラーとなっている。
ダグラス・ブルー・ジェニングス
「マリン・ブルー・マリン」シリーズの脇役として登場。同性愛者。強烈な個性が評価されたのか、「ツーリング・エクスプレス」本編登場を果たす。
想いを寄せていたウィル（ウィリアム・メイフィールド）が結婚した際にヤケ酒を煽り、勢いでリーズと同衾し、夫となる。イギリス政府の命令によりエドを暗殺しようとするが失敗、後にエドと親しくなる。
アリサ・フィッシュガード
エリザベスが前の夫との間にもうけた娘。初恋相手はウィル。ダグラスを「おじさま」と呼んで慕っている。
最初は、名前と服装のせいでゾフィーを女の子だと思って仲良くしていた。ゾフィーが彼女と一緒に風呂に入ろうとしたことで真相を知って喧嘩状態になるが、それをきっかけにゾフィーは彼女を意識し、女装をやめようと思い始めた。エドに電撃求婚し、クリスを青褪めさせている。

### リーツェンベルガー家関係者
ゾフィー・クリスティーネ・フォン・リーツェンベルガー
愛称「クリス」。ドイツの名門リーツェンベルガー侯爵家の嫡男。父方の祖父は金髪碧眼のアーリア系だが、祖母が日本人であるため、父同様漆黒の髪を持つ。現在妹が3人、弟が2人いる。
誕生した時には父が行方不明で、当主の座を狙う大叔父に暗殺される危険性があったため、表向きは女性として育てられる。フランス人である母が、性別以外はシャルルに瓜二つなため、最初はシャルルを母と勘違いし、実母と再会してからもシャルルを「ムッター（お母さん）」と呼ぶ。父方の祖父（先代リーツェンベルガー侯爵）から経営者としての英才教育を受けており、後継者争いが落着した後は、化学者である父に代わってリーツェンベルガー財団の実質的な経営に当たっている。
サヨコ（小夜子）・フォン・リーツェンベルガー
クリスの祖母であり育ての親。現リーツェンベルガー侯爵ヨハンの母。日本人で京都の呉服屋・檜屋を営む檜本家の娘。
彼女の影響か、初登場時のゾフィーの服装は振袖だった。「ロマンティック・エクスプレス」の後に亡くなる。実家は現在、彼女の甥・真左志が継いでいる。
ヨハン・リヒャルト・フォン・リーツェンベルガー侯爵
ゾフィーの父親で現在のリーツェンベルガー家の当主。母親が日本人であるためか、黒髪と暗褐色の瞳の持ち主。
彼の化学者としての頭脳とリーツェンベルガーの財力を欲したナチスの残党に拉致されたが、洗脳されたふりをして機会をうかがい脱走、妻が療養していた別荘に密かに戻った。
温厚かつ学究肌の人物で、後継者争いが収まった後は、リーツェンベルガー家とその企業グループの経営はゾフィーに一任し、化学者として研究に専念している。
カトリーヌ・ブルージェ・フォン・リーツェンベルガー
ヨハンの妻。フランスの化学者アンリ・ブルージェ博士の娘で、シャルルに瓜二つの容貌を持つ。
ゾフィーを出産する直前に夫が失踪、ショックで精神を病んでしまったこともあり、ゾフィーは生後すぐに彼女から引き離され、祖父に育てられていた。後継者争いの最中に夫が帰還したことで元に戻り、後日ゾフィーと対面した。
ヴィルヘルミネ・アウグステ・フォン・リーツェンベルガー
愛称「ミーネ」。ヨハンとカトリーヌの長女。母親似なので、幼い頃のシャルルにもよく似ている。
ルカス・マクシミリアン・フォン・リーツェンベルガー
愛称「マックス」。ヨハンとカトリーヌの次男。
マレーネ・ドロテア・フォン・リーツェンベルガー
愛称「マリー」。ヨハンとカトリーヌの次女。シャルルが出産に立ち会った。
アンナ・ヒルディガルド・フォン・リーツェンベルガー
愛称「ヒルダ」。ヨハンとカトリーヌの三女。ディーンに懐いている。
フランツ・レオポルド・フォン・リーツェンベルガー
愛称「レオ」。ヨハンとカトリーヌの三男。

### その他裏社会の住人達
アーネスト・グレイン
英国情報部の士官。階級は中佐。弾道学の権威として知られ、情報部で長らくカウンターテロ活動に従事する。
ディーンとは旧知の仲であるが、状況によっては敵になることも多かった。ある時ディーンの素性に繋がる糸口を見つけたことで、その情報を盾にとってディーンをイギリス専属の殺し屋にしようとしたため、アリョーシャの仕組んだ猟銃の暴発で殺されそうになった。そこで死んだと見せかけ地下に潜ってディーンの素性を突き止め、改めてイギリスの飼い犬になれと迫るが、結局ディーンに暗殺される。
初出は「魔法使いのローマンス」（ツーリングEXP.シリーズではない）。
ランディ
本名ランバート・カーディフ。ディーン・リーガルの登場以前に名を馳せた、超一級の殺し屋。ディーンを後継者として育てた。
スコットランドの貴族カーディフ家の当主で英国政府直属の殺し屋だったが、束縛されることを嫌って第二次大戦を機に偽装事故で地下に潜り、一匹狼の殺し屋となる。カーディフ家を継いだもう一人のランバート（腹違いの弟）の息子アンドリューを誘拐し、ディーン・リーガルとして育てる。
李艾芃（リー・アイファン）
ディーンが本気で愛した唯一の女性。香港の有力マフィアのボスの一人娘。ディーンの教育係で初恋並びに初体験の相手。
父親の手で内縁の夫と引き離されてからランバートと交際し、ディーンと3人でスイスに居住するも、ランバートに教育係として利用されただけと知って香港に戻る。成長したディーンと再会した際、彼の手を借りて内縁の夫と共に香港を去り、組織を継いだ息子も呼び寄せて他の土地で生きようとするが、昔と変わらず自分のものになってくれないことに絶望したディーンに夫共々射殺され、息子もディーンに刺殺された。
グレゴリオ・ワイゼン
元スイス中央銀行の頭取。自殺を装って「アルブレヒト・ベルトナー」と名乗り、ファラに託されて殺しの仲介屋を務める。エドの妻フランのファンの1人でもある。
アリアズナ・ラリオノヴァ
KGB（ソ連国家保安委員会）のエージェント。透けるような金髪と薄茶の瞳、雪のような白い肌。ディーンに「北の国に咲いた仇花の冬薔薇」と評された。外見は完璧なスラブ美女だが、母方の祖母はユダヤ人であり、第二次世界大戦で街が灰になり戸籍を再登録する際に祖母はロシア人として届けた。ところが「KBG」は数十年もかけて突き止め、脅迫されて美貌と肉体を武器とするハニートラップ要員とされ、任務で多くの男性と肉体関係を持つ。権力による女性に対する最大の侮辱を甘受せねばならない境遇を嫌い、自由を欲して憎んでいるディーンにすら助けを求めるも拒絶される。後にSVR（ロシア対外情報庁）の部長に昇格するが、ロシア・アリョーシャのニコライの罠で部下と共に古いトンネルに生き埋めにされて死亡したかに思われたが、我が身を犠牲にした部下の献身で一命を取り留める。しかし重傷を負い左目を失ったため、美貌が失われて使い物にならないと上司のルシコフ局長に嘲笑を浴びせられる。ニコライにマンションを与えられ、整形を勧められる。
初出は「ロシアン・エクスプレス」。

### 別シリーズからのゲスト
ユージェニー・ヴィクトリア・スミス
「ジェニー・シリーズ」の主人公だが、「ツーリング・エクスプレス」シリーズにも頻繁に登場する（ディーンとリュシーは「ジェニーシリーズ」に依頼人として登場している）。アメリカの軍閥系大富豪、スミス家の末娘。ピアニストとしての才能を持ち、父親ナシオナル・アラルコンの策略によりピアノも想い人も自殺の機会も取り上げられ、「戦死」するためにアメリカ陸軍に入隊。陸戦指揮官として天賦の才を持っているとされ、分隊規模から中隊規模までの部隊を指揮して華々しい戦果を挙げる。アメリカ軍での最終階級は少佐。部下の士気の維持と戦闘の流れを読むカンに優れ、特に退却戦やカウンターテロ戦闘、ゲリラ戦での指揮を得意とする。
現在はイングランドのアルドバラ公爵家当主。予備役として英国に軍籍があり、階級は大佐。
ウジェーヌ・サンマール
短編「モンストゥール・サクレ2」で初登場。独特のキャラクターが買われて本編に登場し、常連キャラの仲間入りを果たす。

## 「完結」
本シリーズはディーンとエドアールの和解が為った時点で「完結」となっているが、もともとの物語のプロット（「刑事と凶悪犯の恋愛」）を考えると、若干不自然なタイミングである。本来ならばシャルルが警察に辞表を出して駆け落ちをした時点で、そもそもの物語は完結が可能なはずである。これは作者によれば、もともとこのシリーズはライフワークとして描き続けていく予定ではあるが、どこかで区切りをつけておきたいという希望もあったので、その為（だけ）にあのタイミングで「完結」となったとのことである。

## 書誌情報

### ツーリング・エクスプレス
- 河惣益巳 『ツーリング・エクスプレス』 白泉社〈花とゆめコミックス〉、全28巻
  1. 1982年11月25日発行、ISBN 4-592-11491-4
  2. 1983年12月25日発行、ISBN 4-592-11492-2
  3. 1984年12月25日発行、ISBN 4-592-11493-0
  4. 1985年3月25日発行、ISBN 4-592-11494-9
  5. 1985年6月25日発行、ISBN 4-592-11495-7
  6. 1985年9月25日発行、ISBN 4-592-11496-5
  7. 1986年2月25日発行、ISBN 4-592-11497-3
  8. 1986年7月25日発行、ISBN 4-592-11498-1
  9. 1986年10月25日発行、ISBN 4-592-11499-X
  10. 1987年1月25日発行、ISBN 4-592-11500-7
  11. 1987年8月25日発行、ISBN 4-592-11503-1
  12. 1987年10月25日発行、ISBN 4-592-11504-X
  13. 1991年2月25日発行、ISBN 4-592-12143-0
  14. 1992年6月25日発行、ISBN 4-592-12144-9
  15. 1992年10月25日発行、ISBN 4-592-12145-7
  16. 1994年2月25日発行、ISBN 4-592-12146-5
  17. 1994年9月25日発行、ISBN 4-592-12147-3
  18. 1995年1月25日発行、ISBN 4-592-12148-1
  19. 1995年7月25日発行、ISBN 4-592-12149-X
  20. 1996年1月25日発行、ISBN 4-592-12186-4
  21. 1996年6月25日発行、ISBN 4-592-12317-4
  22. 1997年1月25日発行、ISBN 4-592-12379-4
  23. 1997年8月25日発行、ISBN 4-592-12380-8
  24. 1997年12月25日発行、ISBN 4-592-17304-X
  25. 1998年6月25日発行、ISBN 4-592-17305-8
  26. 1998年12月25日発行、ISBN 4-592-17306-6
  27. 1999年8月25日発行、ISBN 4-592-17307-4
  28. 1999年12月25日発行、ISBN 4-592-17308-2

- 河惣益巳 『ツーリング・エクスプレス』 白泉社〈白泉社文庫〉、全14巻
  1. 2000年12月15日発売[10]、ISBN 4-592-88437-X
  2. 2000年12月15日発売[11]、ISBN 4-592-88438-8
  3. 2001年3月15日発売[12]、ISBN 4-592-88439-6
  4. 2001年3月15日発売[13]、ISBN 4-592-88440-X
  5. 2001年6月15日発売[14]、ISBN 4-592-88441-8
  6. 2001年6月15日発売[15]、ISBN 4-592-88442-6
  7. 2001年9月14日発売[16]、ISBN 4-592-88443-4
  8. 2001年9月14日発売[17]、ISBN 4-592-88444-2
  9. 2001年12月14日発売[18]、ISBN 4-592-88445-0
  10. 2001年12月14日発売[19]、ISBN 4-592-88446-9
  11. 2002年3月15日発売[20]、ISBN 4-592-88447-7
  12. 2002年6月14日発売[21]、ISBN 4-592-88448-5
  13. 2002年9月13日発売[22]、ISBN 4-592-88449-3
  14. 2002年12月13日発売[23]、ISBN 4-592-88450-7

### ツーリング・エクスプレス特別編
- 河惣益巳 『ツーリング・エクスプレス特別編』 白泉社〈花とゆめコミックス〉、シリーズ全7巻
  - ハニー・ヴァイオレット ツーリング・エクスプレス特別編 1 2000年11月25日発行、ISBN 4-592-17045-8
  - レコンキスタ ツーリング・エクスプレス特別編 2 2002年7月25日発行、ISBN 4-592-17190-X
  - ジパング ツーリング・エクスプレス特別編 3 2004年3月25日発行、ISBN 4-592-17191-8
  - オリエントEXP. ツーリング・エクスプレス特別編 4 2005年3月25日発行、ISBN 4-592-17192-6
  - エルミタージュEXP. ツーリング・エクスプレス特別編 5 2006年4月25日発行、ISBN 4-592-17193-4
  - ネフェルティティEXP. ツーリング・エクスプレス特別編 6 2007年10月25日発行、ISBN 4-592-17412-7
  - タンゴEXP. ツーリング・エクスプレス特別編 7 2008年11月25日発行、ISBN 4-592-17413-5

- 河惣益巳 『ツーリング・エクスプレス特別編』 白泉社〈白泉社文庫〉、全4巻
  1. 2017年9月15日発売[24]、ISBN 978-4-592-89088-1
  2. 2017年9月15日発売[25]、ISBN 978-4-592-89089-8
  3. 2017年10月16日発売[26]、ISBN 978-4-592-89090-4
  4. 2017年10月16日発売[27]、ISBN 978-4-592-89091-1

### ツーリングEXP. Euro
- 河惣益巳 『ツーリングEXP. Euro』 白泉社〈花とゆめコミックス〉、全10巻
  1. 2010年6月18日発売[28]、ISBN 978-4-592-17414-1
  2. 2011年1月19日発売[29]、ISBN 978-4-592-17415-8
  3. 2012年4月20日発売[30]、ISBN 978-4-592-19453-8
  4. 2013年4月19日発売[31]、ISBN 978-4-592-19454-5
  5. 2014年7月18日発売[32]、ISBN 978-4-592-19455-2
  6. 2015年3月20日発売[33]、ISBN 978-4-592-19456-9
  7. 2015年11月20日発売[34]、ISBN 978-4-592-19457-6
  8. 2016年11月18日発売[35]、ISBN 978-4-592-19458-3
  9. 2017年9月20日発売[36]、ISBN 978-4-592-19459-0
  10. 2018年9月20日発売[37]、ISBN 978-4-592-19460-6

### Euro以降
WEBマガジン「花丸漫画」にて連載中（最新単行本：2024年12月刊行）
- 河惣益巳 『ツーリング・エクスプレス〜メデューサ編〜』 白泉社〈花とゆめコミックススペシャル〉、2019年12月20日発売[38]、ISBN 978-4-592-19835-2
- 河惣益巳 『ツーリング・エクスプレス〜ノートルダム編〜』 白泉社〈花とゆめコミックススペシャル〉、2020年12月18日発売[39]、ISBN 978-4-592-22811-0
- 河惣益巳 『ツーリング・エクスプレス〜ＯＲ編〜』 白泉社〈花とゆめコミックススペシャル〉、2021年12月20日発売[40]、ISBN 978-4-592-22838-7
- 河惣益巳 『ツーリング・エクスプレス〜ＰＴ９９９編〜』 白泉社〈花とゆめコミックススペシャル〉、2022年12月20日発売[41]、ISBN 978-4-592-22871-4
- 河惣益巳 『ツーリング・エクスプレス〜ルージュ編〜』 白泉社〈花とゆめコミックススペシャル〉、2023年12月20日発売[7]、ISBN 978-4-592-23008-3
- 河惣益巳『ツーリング・エクスプレス〜ブラン編〜』 白泉社〈花とゆめコミックススペシャル〉、2024年12月20日発売[6]、ISBN 978-4-592-23044-1